# 다비트 아이라페탼
다비트 발레리예비치 아이라페탼(러시아어: Дави́д Вале́рьевич Айрапетя́н, 1983년 9월 26일~)은 러시아의 권투 선수이다. 2012년 하계 올림픽 남자 라이트플라이급에서 동메달을 획득했으며 세계 선수권 대회에서 은메달 1개, 동메달 1개를 획득했다.